# 布若雷尼鄉 (特列奧爾曼縣)
44°36′N 24°55′E / 44.600°N 24.917°E
布若雷尼鄉（羅馬尼亞語：Comuna Bujoreni, Teleorman），是羅馬尼亞的鄉份，位於該國南部，由特列奧爾曼縣負責管轄，處於布加勒斯特以南50公里，每年平均降雨量986毫米，海拔高度83米，2007年人口1,115。